# Hagen Nerdinger
Hagen Nerdinger (* 8. Januar 1937 in Augsburg; † 22. Oktober 2017 in München) war ein deutscher Zeichner und Grafiker.

## Leben
Hagen Nerdinger begann seine künstlerische Ausbildung an der Kunstschule Augsburg bei Hermann Rothballer, bevor er an der Akademie der Bildenden Künste München bei Franz Nagel studierte. Mit Typografie beschäftigte er sich schließlich in Augsburg bei Lisa Beck.
Bei der Werbeagentur Dorland arbeitete Nerdinger als Art Direktor und Leiter einer Gestaltungsgruppe. Später machte er sich selbstständig und betrieb zusammen mit dem Texter und Konzepter Jürgen Brauerhoch JOB&HEN DESIGN sowie die JOB Media GmbH, beide in München.
Als Plakatkünstler entwarf der Grafiker Jahrzehnte lang Plakate für das Münchner Stadtmuseum und für die Ausstellungen der Bayerischen Akademie der Schönen Künste. Zu seinen Auftraggebern zählten auch Institutionen wie die Neue Pinakothek München, das Stadtarchiv München und das Bauhaus-Archiv Berlin.
1997 ehrte das Münchner Stadtmuseum den Grafiker Hagen Nerdinger mit einer eigenen Ausstellung seiner Plakate. Hagen Nerdingers Bruder Winfried Nerdinger ist ein bedeutender Architekturhistoriker. Beider Vater Eugen Nerdinger leitete als Schrift- und Buchgestalter die Werkkunstschule Augsburg.

## Veröffentlichungen
- Jürgen Brauerhoch (Text), Hagen Nerdinger (Zeichnungen): Zakynthische Briefe. Selbstverlag, München 1979
- Hagen Nerdinger (Zeichnungen), Wolfgang Bollinger (Albumblatt): Griechische Skizzen. JOB Media, München 1992
- Wolfgang Till, Thomas Zacharias und Richard Roth (Texte), Hagen Nerdinger (Illustrationen): Hagen Nerdinger Plakate. Eine Ausstellung im Münchner Stadtmuseum. Münchner Stadtmuseum, München 1997 [Ausstellungskatalog]